# Todopoderosos
Todopoderosos ("Un programa per unir-los a tots") és un programa de ràdio cultural espanyol, presentat per Arturo González-Campos, amb Juan Gómez-Jurado, Rodrigo Cortés i Javier Cansado.
És un programa de tertúlia cultural, en to "friki" amb una base humorística. Un podcast centrat sobre tot en el cinema, amb referències a llibres, còmics i altres continguts audiovisuals, així com corrents filosòfiques i científiques.
El programa es grava mensualment, des de 2014, a l'auditori de la Fundación Telefónica i té una mitjana de 100.000 oients per programa tan sola en la plataforma ivoox, també es poden escoltar a través de les plataformes YouTube, Spotify i iTunes.
La llavor del programa va començar en un dinar que van organitzar i que es va dilatar fins a convertir-se en un "dinar-berenar-sopar-esmorzar". A tot això s'hi ha de sumar l'aparició del fenomen podcast a Espanya, que permetia als quatre presentadors oferir un contingut menys generalista.
Durant la primera temporades Sergio Fernández "El Monaguillo" n'era col·laborador fins que va ser substituït per Cansado. El programa també va tenir, fins a la tercera temporada, a col·laboradors esporàdics com el dibuixant de còmics Carlos Pacheco, el director de cinema Nacho Vigalondo o el xef Alberto Chicote.

## Llistat d'episodis

### Temporada 1 (2014-2015)
1x01 - Batman
1x02 - Shyamalan
1x03 - Stephen King
1x04 - Indiana Jones
1x05 - Hitchcock
1x06 - Extraterrestres
1x07 - Woody Allen
1x08 - J. R. R. Tolkien
1x09 - John Carpenter
1x10 - Kubrick

### Temporada 2 (2016)
2x01 - Jules Verne (Amb Carlos Pacheco i sense Rodrigo Cortés)
2x02 - Tarantino (Amb Vigalondo i sense Rodrigo Cortés i Javier Cansado)
2x03 - Alan Moore
2x04 - Francis Ford Coppola
2x05 - Star Wars (Amb Alberto Chicote i sense Rodrigo Cortés i Javier Cansado)
2x06 - Monty Python
2x07 - William Shakespeare
2x08 - Monstres de laboratori

### Temporada 3 (2016-2017)
3x01 - Zombis
3x02 - David Lynch
3x03 - Walt Disney (Sense Rodrigo Cortés i Javier Cansado)
3x04 - Star Wars Vol. 2 (Amb Alberto Chicote i sense Javier Cansado)
3x05 - Richard Matheson
3x06 - Viatges en el temps
3x07 - Chaplin
3x08 - Harry Potter
3x09 - Scorsese
3x10 - Scorsese Vol. 2
3x11 - Ghibli
3x12 - Billy Wilder

### Temporada 4 (2017-2018)
4x01 - Buñuel
4x02 - Frank Miller
4x03 - Brian De Palma
4x04 - Roald Dahl
4x05 - Orson Welles
4x06 - Orson Welles Vol. 2
4x07 - Aventura espacial
4x08 - Leni Riefenstahl
4x09 - David Lean
4x10 - Especial Blackwood, pel·lícula dirigida per Cortés.
4x11 - Pixar
4x12 - Pixar Vol. 2

### Temporada 5 (2018-2019)
5x01 - Coen
5x02 - Coen Vol. 2
5x03 - Vampirs
5x04 - Jacques Tati
5x05 - Sergio Leone
5x06 - Jim Henson
5x07 - Grans malvats
5x08 - ZAZ
5x09 - David Fincher
5x10 - Disney Vol. 2 (Sense Rodrigo Cortés)

### Temporada 6 (2019-2020)
6x01 - David Fincher Vol. 2
6x02 - Sherlock Holmes
6x03 - John Landis
6x04 - John Landis Vol. 2
6x05 - Pirates
6x06 - Berlanga
6x07 - Con mi peli no te metas
6x08 - Con mi peli no te metas Vol. 2
6x09 - Som el què mengem
6x10 - Som el què mengem Vol. 2
6x11 - George A. Romero
6x12 - George A. Romero Vol. 2

### Temporada 7 (2020-2021)
7x01 - Berlanga Vol. 2
7x02 - Berlanga Vol. 3
7x03 - Fantasmes
7x04 - Fantasmes Vol. 2
7x05 - Hitchcock (Remake del programa 1x05)
7x06 - Hitchcock Vol. 2
7x07 - Hitchcock Vol. 3
7x08 - Charles Dickens
7x09 - Charles Dickens Vol. 2
7x10 - Hitchcock Vol. 4
7x11 - Hitchcock Vol. 5

### Temporada 8 (2021-2022)
8x01 - Abans del cinema
8x02 - Spielberg
8x03 - Superman
8x04 - Superman Vol. 2
8x05 - Kathryn Bigelow
8x06 - Kathryn Bigelow Vol. 2
8x07 - Spielberg Vol. 2
8x08 - Superman Vol. 3
8x09 - Lepòrids
8x10 - Buster Keaton
8x11 - Buster Keaton Vol. 2

### Temporada 9 (2022-2023)
9x01 - Spielberg Vol. 3
9x02 - Will Eisner
9x03 - Will Eisner Vol. 2
9x04 - Spielberg Vol. 4
9x05 - Alan Parker
9x06 - Alan Parker Vol. 2
9x07 - Menjar
9x08 - Alan Parker Vol. 3
9x09 - Tarantino (Remake del 2x02)
9x10 - Francisco de Goya
9x11 - Som el què mengem Vol. 3

### Temporada 10 (2023-2024)
10x01 - Tarantino Vol. 2
10x02 - Bob Fosse
10x03 - Robatoris i atracaments (Programa 100)
10x04 - Spielberg Vol. 5
10x05 - J.D. Salinger
10x06 - Akira Kurosawa Vol. 1
10x07 - Agatha Christie